# Alessandro Cortinovis (football)
Ne doit pas être confondu avec Alessandro Cortinovis.
Alessandro Cortinovis, né le 25 janvier 2001 à Bergame en Italie, est un footballeur italien, qui évolue au poste de milieu offensif au Cosenza Calcio, en prêt de l'Atalanta Bergame.

## Biographie

### En club
Né Bergame en Italie, Alessandro Cortinovis commence le football à l'âge de huit ans à l'A.S.D Polisportiva Monterosso avant d'être courtisé par l'Inter Milan et l'Atalanta Bergame, mais il choisit le club de sa ville natale, réputé pour être l'un des meilleurs clubs du pays pour former des jeunes joueurs. Cortinovis se distingue avec l'équipe des moins de 17 ans lors de la saison 2017-2018, où il inscrit 13 buts en 22 matchs. Avec la Primavera il remporte notamment le championnat en 2019 et en 2020. En 2021 il termine cette fois deuxième avec cette même équipe.
Le 31 août 2021, lors du dernier jour du mercato estival, Alessandro Cortinovis est prêté pour une saison à la Reggina 1914,, qui évolue alors en Serie B.
Le 22 juillet 2022, Cortinovis est de nouveau prêté par l'Atalanta, cette fois à l'Hellas Vérone pour une saison avec option d'achat. Très peu utilisé par l'Hellas, Cortinovis est rappelé de son prêt par l'Atalanta au mercato d'hiver, et le 14 janvier 2023 il est de nouveau prêté, cette fois au Cosenza Calcio jusqu'à la fin de la saison.

### En équipe nationale
Alessandro Cortinovis est un membre régulier des équipes de jeunes d'Italie. Il se fait remarquer avec les moins de 16 ans le 17 février 2017 en réalisant un triplé contre la Finlande. Ce jour-là l'Italie s'impose largement sur le score de six buts à deux.
Il est sélectionné avec l'équipe d'Italie des moins de 17 ans pour participer au championnat d'Europe des moins de 17 ans en 2018 qui est organisée en Angleterre. Lors de ce tournoi il ne prend part qu'à deux matchs. L'Italie s'incline lors de la finale face aux Pays-Bas après une séance de tirs au but.
Avec les moins de 18 ans il réalise un doublé le 19 décembre 2018 en match amical face à la Grèce. Les Italiens s'imposent sur le score de quatre buts à un ce jour-là.

## Palmarès
Italie -17 ans
- Finaliste du championnat d'Europe des moins de 17 ans
  - 2018.